# برتو غونزاليس
برتو غونزاليس (بالإسبانية: Alberto González García)‏ هو لاعب كرة قدم إسباني في مركز نصف الجناح، ولد في 2 أبريل 1998 في أفيليس في إسبانيا. لعب مع ريال سبورتينغ خيخون.

## وصلات خارجية
- برتو غونزاليس على موقع قاعدة بيانات كرة القدم.إي يو (الإنجليزية)
- برتو غونزاليس على موقع Soccerway.com (الإنجليزية)